# 8421 Montanari
8421 Montanari (1996 XA9) là một tiểu hành tinh vành đai chính.